# البيت بيتك (مسرحية)
البيت بيتك مسرحية كوميدية من تأليف أيمن الحبيل ومن إخراج نادر الحساوي

## أبطال المسرحية
- طارق العلي
- هيا الشعيبي
- شهاب حاجيه
- هند البلوشي
- محمد الحملي
- فرحان العلي
- حيدر الحداد
- منى البلوشي
- هاني الطباخ
- يونس العلوي
- أحمد البارود
- محمد باش
- محمد الوزير
- إبراهيم الشيخلي
- محمد تقي
- سلطان العلي

## أحداث المسرحية
تدور أحداث المسرحية في إطار كوميدي، حيث تلقي الضوء على العديد من القضايا الحياتية التي تهم المجتمع بجميع فئاته، كالصراع الدائر بين العادات القديمة والتطور السريع في جوانب الحياة، وكيف تم رفضه أو تقبله من أفراد مجتمعنا العربي بطابع كوميدي هادف. وتتحدث المسرحية عن العديد من المواقف الاجتماعية في المجتمع الخليجي، بالإضافة إلى تطرقها إلى العلاقات الزوجية والخلافات في الاسر الخليجية.